# Jorge Gonçalves da Silva
Jorge Gonçalves da Silva (Lages, 9 de janeiro de 1932) é um político brasileiro.

## Vida
Filho de João Tomás da Silva e de Francisca Gonçalves da Silva.

## Carreira
Foi deputado à Assembleia Legislativa de Santa Catarina na 8ª legislatura (1975 — 1979), na 9ª legislatura (1979 — 1983), eleito pelo Movimento Democrático Brasileiro (MDB), na 10ª legislatura (1983 — 1987), eleito pelo Partido do Movimento Democrático Brasileiro (PMDB), e na 11ª legislatura (1987-1990) pelo mesmo Partido do Movimento Democrático Brasileiro (PMDB).